# Jacksonville Armada
Der Jacksonville Armada Football Club, kurz Jacksonville Armada, war ein US-amerikanisches Fußball-Franchise der National Premier Soccer League aus Jacksonville, Florida. Zur Saison 2026 nimmt das Franchise den Spielbetrieb in der MLS Next Pro wieder auf.
Die 2013 gegründete Mannschaft spielte von 2015 bis 2017 in der North American Soccer League. Zur Saison 2018 wechselte die Mannschaft in die National Premier Soccer League, da die NASL keine Saison ausspielt.
Die Heimspiele werden im Baseball Grounds of Jacksonville ausgetragen.

## Geschichte
Im Mai 2013 gründeten der Geschäftsmann Mark Frisch und der ehemalige Fußballspieler Darío Sala die Sunshine Soccer Group mit der Intention eine professionelle Fußballmannschaft in Jacksonville zu etablieren. Dieses Vorhaben wurde durch diverse Spiele, auch internationale, im EverBank Field unterstützt. Die NASL lud die Investorengruppe am 25. Juli 2013 zu einer Vorstellung eines möglichen Franchises ein. Daraufhin erhielt die Sunshine Soccer Group die Lizenz zur Gründung eines NASL-Franchises, welche ab der Saison 2015 am Spielbetrieb teilnehmen wird.
Die Armada wird zum ersten Mal in der Spring Season 2015 antreten. Sala wird die Position des General Managers ausfüllen und der ehemalige NFL Europe und Jacksonville Jaguars Funktionär Steve Livingstone konnte als Präsident gewonnen werden. Am 18. Februar wurde der Teamname offiziell vorgestellt und am 11. Juni 2014 wurde der erste Trainer, José Luis Villarreal, verpflichtet.

## Stadion
- Baseball Grounds of Jacksonville; Jacksonville, Florida (2015–)

Die Heimspiele werden im Baseball Grounds of Jacksonville, einem Baseballstadion, ausgetragen. Das 11.000 Zuschauer fassende Stadion wurde 2003 eröffnet und wird vornehmlich von der Baseball Mannschaft Jacksonville Suns genutzt. Der Ballpark befindet sich in Downtown Jacksonville zwischen der Jacksonville Veterans Memorial Arena und dem EverBank Field.

## Organisation

### Eigentümer
Besitzer des Franchises ist der CEO und Mitbegründer der Sunshine Soccer Group, Mark Frisch. Er ist weiterhin Vize-Präsident des Unternehmens Beaver Street Fisheries/Sea Best.

### Management
Als Präsident fungiert seit Oktober 2013 der ehemalige American Football Funktionär Steve Livingstone. Er leitet auch die Finanzen und kaufmännischen Belange des Franchises.
Um den sportlichen Bereich kümmert sich der ehemalige Fußballspieler Darío Sala. Der Argentinier absolvierte von 2005 bis 2010 hundert MLS-Spiele für den FC Dallas. Vorher war er bereits für Mannschaften aus Süd- und Mittelamerika tätig. Der ehemalige Torhüter leitet in Jacksonville den Bereich Soccer Operations.

## Jugend und Entwicklung
Der Armada FC unterhält selber keine eigene Jugendabteilung. Mit diversen Mannschaften wurden aber Partnerschaften geschlossen, so dass das Franchise sich einer breiten Jugendbasis bedienen kann.